# Гвідо Мазетті
Гвідо Мазетті (італ. Guido Masetti, * 22 листопада 1907, Верона — † 27 листопада 1993, Рим) — колишній італійський футболіст, воротар. По завершенні ігрової кар'єри — футбольний тренер.
Як гравець відомий, насамперед, виступами за клуб «Рома», а також національну збірну Італії.
Чемпіон Італії. У складі збірної — дворазовий чемпіон світу.

## Клубна кар'єра
У дорослому футболі дебютував 1926 року виступами за команду клубу «Верона», в якій провів чотири сезони, взявши участь у 54 матчах чемпіонату.
1930 року перейшов до клубу «Рома», за який відіграв 13 сезонів. Більшість часу, проведеного у складі «Роми», був основним голкіпером команди. За цей час виборов титул чемпіона Італії. Завершив професійну кар'єру футболіста виступами за команду «Рома» у 1943 році.

## Виступи за збірну
1934 року дебютував в офіційних матчах у складі національної збірної Італії.
Протягом кар'єри у національній команді, яка тривала 6 років, провів у формі головної команди країни лише 2 матчі, втім встиг стати дворазовим чемпіоном світу. Входив до складу збірної Італії як резервний воротар на обох переможних для неї світових першостях 1930-х — домашньому чемпіонаті світу 1934 року та чемпіонату світу 1938 року у Франції.

## Кар'єра тренера
Розпочав тренерську кар'єру відразу ж по завершенні кар'єри гравця, 1943 року, очоливши тренерський штаб клубу «Рома».
Надалі також очолював команди клубів «Губбіо», «Палермо» та «Коллеферро».
Останнім місцем тренерської роботи був все ж таки рідний для нього клуб, «Рома», команду якого Гвідо Мазетті очолював як головний тренер до 1957 року.
| Дата       | Місто | Господарі | Результат | Гості  | Турнір           | Голи | Примітки |
| ---------- | ----- | --------- | --------- | ------ | ---------------- | ---- | -------- |
| 05/04/1936 | Цюрих | Швейцарія | 1 – 2     | Італія | товариський матч | -1   |          |
| 12/11/1939 | Цюрих | Швейцарія | 3 – 1     | Італія | товариський матч | -3   |          |
| Усього     |       | Матчів    | 2         |        | Голів            | -4   |          |

### Статистика виступів у кубку Мітропи
| №                      | Розіграш               | Стадія                 | Дата та місце проведення | Команда 1              | Рахунок                                           | Команда 2      | Голи та інші дії |
| ---------------------- | ---------------------- | ---------------------- | ------------------------ | ---------------------- | ------------------------------------------------- | -------------- | ---------------- |
| 1                      | 1931                   | 1/4                    | 4.07.1936, Прага         | Славія (Прага)         | 1:1 [Архівовано 6 серпня 2020 у Wayback Machine.] | Рома           |                  |
| 2                      | 1931                   | 1/4                    | 12.07.1936, Рим          | Рома                   | 2:1 [Архівовано 27 січня 2020 у Wayback Machine.] | Славія (Прага) |                  |
| 3                      | 1931                   | 1/2                    | 20.09.1931, Рим          | Рома (Рим)             | 2:3 [Архівовано 14 січня 2021 у Wayback Machine.] | Ферст Вієнна   |                  |
| 4                      | 1931                   | 1/2                    | 24.09.1931, Відень       | Ферст Вієнна           | 3:1 [Архівовано 14 січня 2021 у Wayback Machine.] | Рома (Рим)     | ВП, 10'          |
| 5                      | 1935                   | 1/8                    | 16.06.1935, Рим          | Рома                   | 3:1 [Архівовано 16 січня 2021 у Wayback Machine.] | Ференцварош    |                  |
| 6                      | 1935                   | 1/8                    | 22.06.1935, Будапешт     | Ференцварош            | 8:0 [Архівовано 21 січня 2021 у Wayback Machine.] | Рома           |                  |
| 7                      | 1936                   | 1/4                    | 12.07.1936, Рим          | Рома                   | 1:1 [Архівовано 22 січня 2021 у Wayback Machine.] | Спарта (Прага) |                  |
| Всього у кубку Мітропи | Всього у кубку Мітропи | Всього у кубку Мітропи | Всього у кубку Мітропи   | Всього у кубку Мітропи | 7                                                 |                | -18              |

## Титули і досягнення
- Чемпіон Італії (1):

«Рома»: 1941–42
- Срібний призер Серії А (2):

«Рома»: 1930–1931, 1935–1936
- Фіналіст Кубка Італії (1):

«Рома»: 1936–1937
- Чемпіон світу (2):

1934, 1938